# Cnephalocotes
Cnephalocotes Simon, 1884 è un genere di ragni appartenente alla famiglia Linyphiidae.

## Distribuzione
Le tre specie oggi attribuite a questo genere sono diffuse nella regione paleartica: esemplari di C. obscurus sono stati reperiti in molte località della regione paleartica, testimonianza di un areale vasto; le altre due specie, invece, sono endemismi della Francia (C. tristis) e delle Hawaii (C. simpliciceps).
In Italia settentrionale sono stati rinvenuti esemplari di C. obscurus.

## Tassonomia
A maggio 2011, si compone di tre specie:
- Cnephalocotes obscurus (Blackwall, 1834)[4] — Regione paleartica (anche in Italia)
- Cnephalocotes simpliciceps Simon, 1900 — Hawaii
- Cnephalocotes tristis Denis, 1954 — Francia

### Specie fossili
- †Cnephalocotes obscurus Blackwall, 1834 - risalente al Quaternario dell'Inghilterra[5]

### Specie trasferite
Alcune variabilità presenti in caratteristiche specifiche di questo genere fanno sì che il numero di specie prima ascritte qui e poi trasferite altrove sia il doppio di quelle riconosciute valide, ben 6:
- Cnephalocotes compar Holm, 1962; trasferita al genere Tybaertiella Jocqué, 1979.
- Cnephalocotes convexus Holm, 1962; trasferita al genere Tybaertiella Jocqué, 1979.
- Cnephalocotes dentiger Strand, 1903; trasferita al genere Silometopus Simon, 1926.
- Cnephalocotes ophthalmicus Strand, 1901; trasferita al genere Silometopus Simon, 1926.
- Cnephalocotes pectinatus Tullgren, 1955; trasferita al genere Troxochrota Kulczyński, 1894.
- Cnephalocotes pygmaeus Sørensen, 1898; trasferita al genere Typhochrestus Simon, 1884.